# 師範學校
師範學校（法語：école normale）是指以培育教師為目的学校，多屬於高等教育层级，也有少数开设在中等教育时期。

## 歷史
近代最早的師範學校，是於1794年建立的巴黎高等師範學校（法語：École normale supérieure）。其中的「normale」本義為規範，巴黎高等師範學校的建校者，希望這間學校成為教育規範的來源。在此之後，出現了師範學校。
師範首見於上古漢語，《後漢書·卷五四·楊震傳》：「師範之功，昭于內外。」《北史·卷四一·揚播傳·論曰》：「恭德慎行，為世師範。」《西遊記·第七七回》：「保護唐僧，拜為師範。」《金瓶梅·第七一回》：「原來家中教了十二名吹打的小廝，兩個師範領著上來磕頭。」南朝梁．劉勰《文心雕龍·通變》：「今才穎之士，刻意學文，多略漢篇，師範宋集。」《魏書·楊播傳》：「恭德慎行，為世師範」但在中國古代，少見兩字連用，形成專有名詞。師範虽然在古代没有被用于命名学校，但从前面的文献可以看出做为專有名詞師範起源于中国。后来，在日本各傳統武術流派中，稱武術老師為師範。在明治維新期間，於1872年，日本建立首間師範學校，東京高等師範學校，將譯為師範學校。
師範學校這個譯名，在清末進入中國。戊戌變法時，梁啟超在《京師大學堂章程》中，提出應該設立師範學堂的構想：「欲革舊習，興智學，必以立師範學堂為第一義。」這是首次在中國出現建立師範學校的構想。
1897年4月8日，南洋公学师范院借上海徐家汇民房一所，正式开学上课，成为中国历史上第一所师范学校。

## 法系

### 法国
- 巴黎高等师范学校
- 卡尚高等师范学校
- 里昂高等师范学校
- 雷恩高等師範學校

### 阿尔及利亚
- 布扎里亚高等师范学校
- 康斯坦丁高等师范学校
- 库巴高等师范学校
- 奥兰技术教育高等师范学校

### 贝南
- 波多诺伏高等师范学校

### 喀麦隆
- 杜阿拉技术教育高等师范学校
- 马鲁阿高等师范学校
- 雅温得高等师范学校

### 科特迪瓦
- 高等師範學校（科特迪瓦）

### 加蓬
- 利伯维尔高等师范学校
- 技术教育高等师范学校

### 意大利
- 比萨高等师范学校

### 马里
- 巴马科高等师范学校

### 摩洛哥
- 达尔贝达高等师范学校
- 非斯高等师范学校
- 马拉喀什高等师范学校
- 马蒂尔高等师范学校
- 梅克内斯高等师范学校
- 拉巴特高等师范学校
- 穆罕默迪耶技术教育高等师范学校
- 拉巴特技术教育高等师范学校

### 毛里塔尼亚
- 努瓦克肖特高等师范学校

### 塞内加尔
- 达喀尔高等师范学校
- 技术职业教育高等师范学校

### 突尼斯
- 突尼斯高等师范学校

## 亚洲

### 中國大陸
中国大陆的师范院校主要是以培养各类教师为目的的高等院校。在中国大陆高等学校中，冠名“师范”的公立学校共计有177所。其中，师范大学42所，师范学院73所，师范高等专科学校62所。
近年来，部分師範大學逐漸轉型為綜合性、研究型大學，比如入選“985工程”的北京師範大學和華東師範大學。

#### 师范教育历史
1897年盛宣怀在上海创办南洋公学师范学院，为师范之始。
1904年1月13日，清政府公布了《奏定学堂章程》，也就是“癸卯学制”，通过了《优级师范学堂章程》（属于高等教育性质）、《初级师范章程》和《实业教员讲习所章程》。其中初级师范学堂和优级师范学堂为官办，师范生不用缴纳学费，膳食、住宿费、洋纸、铅笔、墨水、东西洋教科书也是免费的，实习教员讲习所的学生也免交学膳等费用，费用由各级政府筹款备用。初等师范学堂培养小学师资，招收高等小学堂毕业生，修业5年。1907年颁布《女子学堂章程》。
1912年，民国北洋政府公布了“壬子癸丑学制”，国民政府教育部先后颁布了《师范教育令》，规定设立高等师范学校及女子高等师范学校，颁布《师范学校规程》，将初级师范学堂改称师范学校，修业年限仍为5年（1年预科、4年本科），招收高小毕业生。1913年2月，公布《高等师范学校规程》，规定高等师范学校培养中学教师（当时学制的中学为四年学制），分设预科、本科、研究科，而且可设专修科。预科及专修科均收中学毕业生，修业年限预科1年，本科3年，研究科1年或2年，专修科2年或3年，规定了学生毕业后要有一定的服务年限。《师范教育令》公布后，优级师范学堂改称高等师范学校，全国划分 6个国立高等师范区（直隶区、东三省区、湖北区、四川区、广东区、江苏区），直接属于教育部管辖。
1922年实行新学制（壬戌学制），取消大学预科，中学由4年改为6年，分为初中、高中两级，各为3年。高等师范学校纷纷升格改为师范大学，以培养高中教师或师范学校教师。 师范学校修业年限由5年改为6年，其中前后两段可以分别设立，称为前期师范学校和后期师范学校。接着又把后期师范定名为师范学校，招收初中毕业生，修业年限3年。前期师范为简易师范学校， 招收高小毕业生，修业年限 4年。
1932年中央苏区成立了中央列宁师范学校，徐特立任校长；1932年又成立了闽瑞师范学校。1937年，陕甘宁边区成立了鲁迅师范学校，后改名为边区第一师范。
1949年，全国中等师范学校610所，在校学生15.2万人；高等师范学校12所，在校学生1.2万人。1949年后，中央人民政府教育部颁布试行了《关于高等师范学校的规定（草案）》，规定师范学院修业年限为4年，主要培养中等学校师资；师范专科学校修业年限为2年，培养初级中等学校师资。又陆续颁布了《师范学校规程》、《师范学校附属小学条例》 和《师范学校教育实习法》。1960年代初，初级师范绝大部分已改办为中级师范，停止招收高小毕业程度的学生；至此形成了中等师范学校（简称“中师”）、师范专科学校（简称“师专”）、师范学院（以及师范大学）的三级师范教育体系，分别培养小学、初中、高中教师。1982年，全国中等师范学校由908所；在校学生41.14万人；全国高等师范学校共有 194所，其中师范大学、师范学院66所，师范专科学校128所，在校学生共有28.18万人。

#### 种类
- 师范学院：为师范类普通高等学校。本科四年制。
- 师范专科学校：简称“师专”，九十年代后改称为师范高等专科学校，培养初中、小学教师的高等学校。由省、专区双重领导，学制三年。1922年教育部公布的《学校系统改革令》规定，“为补充初级中学教育之不足，得设二年之师范专修科附设于大学校教育科或师范大学校，亦得设于师范学校或高级中学， 收受师范学校及高级中学毕业生”。1982年，教育部颁发两年和三年制师专的汉语言文学、历史学、政治教育、数学、物理、化学、生物、地理、音乐、美术10科的教学计划（试行草案）。1990年3月2日，国家教委发出通知，印发《关于当前师范专科学校工作的几点意见》、《柳斌在全国师范专科学校工作会议上的讲话》和《全国师范专科学校工作会议纪要》。
- 中等师范学校：即师范学校，简称“中师”，招收初中毕业生，为中专学历教育。学制四年。“坚持面向小学”是国家对中等师范学校办学方向的明确要求。中师教育是真正的全科教育，学校不分系，每一个学生都要学习能满足小学各科教学之需的课程。中国最早的中等师范学校是张謇于清光绪二十八年（1902）创办的私立通州师范学校（今南通高等师范学校）。为缓解中小学教师缺乏，1980年教育部发出《关于办好中等师范教育的意见》。1988年全国中师学校数量达到1065所，1995年有897所，在校学生人数高达80多万。2008年中等师范学校缩减至192所，高师院校则增至139所，中师学校在“撤并挂升”的转型改制中逐渐退出教育历史舞台。
- 幼儿师范高等专科学校
- 幼儿师范学校：简称幼师，培养幼儿园教师。
- 初级师范学校：简称初师。培养小学教师的中等学校。1934年，中央苏区教育部门制定《初级师范学校简章》，规定培养能用新方法从事实际儿童教育及社会教育的干部。修业以6个月为准，得以环境伸缩之。招收工农劳动者。1946年以后，华中解放区也创办招收高小毕业生或同等学力者，修业3年。1952年颁布《师范学校暂行规程》规定，在不具备条件设立师范学校的地区，可设初级师范学校，招收25岁以下的小学毕业生及同等学力者；成绩优良者，可免试保送升入。修业3年～4年。毕业生服务期满，由主管部门调入师范学校相应年级继续修业到毕业。至60年代初，大部分已改办成师范学校。
- 简易师范学校：简称简师。1904年的《奏定初级师范学堂章程》规定:「各省城初级师范学堂，当初办时，宜于教授完全科外，别教简易科，以应急需；俟完全学科毕业有人，简易科即酌量裁撤。”指出“简易科即外国之速成科”。国民政府时期培养初级小学教师的初等学校。教育部1935年公布《修正师范学校规程》规定，设简易师范学校，或于师范学校及公立初级中学内附设简易师范科。以县市设立为原则，设在乡村者，称简易乡村师范学校。生源要求为小学毕业生，修业年限为4年。在执行过程中，还招收了初中毕业生，修业年限为1年。毕业生充任简易小学、短期小学及初级小学教师。
- 乡村师范学校：简称乡师，培养农村初级小学师资。1927年3月15日，陶行知创建南京试验乡村师范——晓庄师范。1928年5月，中央大学院主持召开的国民政府第一次全国教育会议提出：“我们注意现在幼稚园和乡村小学教师的缺乏，决定于各省选环境适宜的地点，开设幼稚师范及乡村师范学校，以培养普及教育所必须的师资”。1933年南京国民政府教育部公布《师范学校规程》，对乡村师范学校的学制、招生等方面作了规定。招收具有小学文化程度的穷苦青年。学校免费住宿。规划每县建设一所乡师。[4]
- 单级师范：是指为四年制初级小学培养复式教学法师资的师范学校。“单级”是指这样的初级小学只设一个教学班、组成一个学级、只有一名老师。最早的单级师范，江苏省教育会创设的“单级教授练习所”，传习由日本引进的“单级教授法”所创立的机构。宣统三年（1911）清政府学部拟定简章，规定设立，“以养成单级教授教员及二部教授教员”。分为甲乙两种甲种招收合格小学教员，培训一学期结业；乙种招收师范简易科或师范传习所毕业生、现职初等小学教员或改良私塾教师，培训两学期结业。结业后派充单级小学教员。京师及各省城均设甲乙种各1所，各府厅州县至少设乙种1所。贫苦地方经提学司认可，得与他府厅州县，择交通便利之地，合设1所。也可附设于优级或初级师范学堂。凡在职小学教员入养成所者，均保留原职，毕业后回原学堂继续服务2年以上。甲种养成所毕业生还准任乙种养成所教员。[5]
- 特殊教育师范学校：是中国培养初等特殊教育师资的中等师范层次专门机构。主要招收初中毕业生，兼收已在普通中等师范学校学习一定年限的师范生。学制2年～4年。设聋教育、盲教育、智力落后教育3个专业，执行国家制订的教学计划。学生毕业后到聋校、盲校、弱智儿童学校任教。1982年，黑龙江省肇东师范学校首先设特殊教育部。至1992年底，全国有24所特师，分布在北京、天津、上海、黑龙江、吉林、辽宁、山西、河北、河南、山东、安徽、江苏、浙江、福建、湖北、湖南、江西、广东、广西、陕西、青海、四川、贵州、云南等省、市、自治区。有三种办学形式：单独设校，附设于普通中等师范学校或师资培训机构内，附设于特殊教育学校内。有的亦称特殊教育师资培训中心。
  - 辽宁特殊教育师范高等专科学校，前身为1995年建校的辽宁省残疾人中等职业技术学校， 2012年经省政府批准成立辽宁特殊教育职业学院，2013年3月经省政府批准，成立辽宁特殊教育师范高等专科学校。省教育厅批准实行“3+2”高职专业单独招生、单独考试、单独录取。新校区位于沈阳市东陵区。国内规模最大的残疾人职业院校之一。
  - 南京特殊教育师范学院是全国唯一一所独立设置，以培养特殊教育师资为主，兼以残疾人高等教育和残疾人事业专门人才培养的省属普通本科高校。
- 民族师范学院：培养少数民族教育的师资力量。
- 民族师范学校：以培养少数民族地区小学和幼儿园教师为主的中等师范学校。以招收本民族学生为主。执行中等师范学校教学计划，增设民族语文等课程，部分课程可采用本民族语言文字教学。学生毕业后，能同时用汉语和民族语言授课。

### 台灣

#### 日治時期臺灣師範教育
臺灣師範教育始於1896年創立之臺灣總督府國語學校師範部，師範部又分甲、乙兩科，甲科招收日籍學生培育為「教諭」，即為正式合格教師；乙科招收臺籍學生培育為「訓導」，即為正式教師之助教。後於1899年於臺北縣、臺中縣及臺南縣各創立臺北師範學校（第一代）、臺中師範學校（第一代）及臺南師範學校（第一代），培育大量臺籍教師，以教育作為語言、文化、政治傳播工具，便於統治殖民地。1902年因臺灣初等學校（小學校、公學校）設立狀況不佳，導致教師人數供過於求，總督府為樽節公帑廢除臺北師校、臺中師校，尚有學籍之學生則轉移至臺南師校，而後臺南師校也於1904年廢校。
一戰後總督府修改對臺治理方針採取「內地延長主義」，其中1919年及1922年兩次修改臺灣教育令確立師範教育，將國語學校改制為臺北師範學校（第二代）、臺南師範學校（第二代）；此外推動日臺共學制度，下修臺灣人入學各級學校資格限制，僅需具備國語（日語）能力即可，臺灣人就學率大幅提升；為因應教師需求復辦臺中師範學校（第二代），新辦新竹師範學校（併入中師預科）及屏東師範學校（併入南師預科），臺北師範學校於1927年再分做臺北第一師範學校（今臺北市立大學）及臺北第二師範學校（今國立臺北教育大學）。

#### 戰後臺灣師範教育
二戰後國民政府接管臺灣，新設花蓮師範學校、臺東師範學校、嘉義師範學校及高雄女子師範學校；並依《師範學校法》及《師範學校規程》，將臺灣地區師範學校學制降至高中同等學歷，定位為培育小學師資之教育機構。1960年由臺中師範學校率先改制三年制專科學校，而後臺灣各師範學校開始轉型為五年制師專。1987年全臺師專改制師範學院，將師資培育提升至高等教育機構，具備大學程度。2005年，6所「師範學院」，全部改制為「教育大學」。在1990年代後大專院校整併與升格政策下，且少子化生源減少造成師資需求減低，以及師資培育法通過等多重衝擊，師範學校逐年調整轉型，並與鄰近大學院校進行整併。
由於日治時期，未有培育臺籍中學師資的學校，因此國民政府於1946年，分別在臺中農專（今國立中興大學）設置博物師資專修科、在臺南工專（今國立成功大學）設置數理化師資專修科，並將臺北高等學校改制臺灣省立師範學院。1968年臺灣推行九年國民義務教育為滿足中學師資需求，將進德實驗中學改制臺灣省立教育學院，高雄女子師範學校改制臺灣省立高雄女子師範學院。
九年國教實行後，中等師範教育並未能補足學校缺額，因此教育部頒布《〈公立大學及獨立學院設置教育選修科目試行辦法〉》開放臺大、政大、興大、成大試辦師資培育課程。1980年代，臺灣師範教育開始出現體制問題，如：師資供需失調導致部分類科師資缺乏，或師範生無從分發實習等問題，在種種因素下迫使《師範教育法》修改為《師資培育法》，建立儲備教師制度，走向多元師資培育，一般大學開始廣泛成立師資培育單位，直至2004年全臺便有75所大學設有師培單位。但由於教育部自《師資培育法》通過後，逐步刪減師範校院公費生名額，加上儲備教師過多導致教師競爭激烈，造成學生選讀意願低落，各大學紛紛停辦師資培育學程（教育學程），直至2018年全臺除師範院校外，僅剩45所大學開設師資培育課程。
臺灣師範院校的發展在1980年代後期達到鼎盛，當時共有有9所師範學院及3所師範大學等，共12所師範院校。現今符合教育部定義的師範院校僅餘5所，如下表所見。
| # | 學校名稱         | 現任校長 | 創校時間 | 學校地址                      | 佔地 （公頃） |
| - | ---------------- | -------- | -------- | ----------------------------- | ------------- |
| 1 | 國立臺灣師範大學 | 吳正己   | 1922年   | 臺北市大安區和平東路一段162號 | 43.2          |
| 2 | 國立彰化師範大學 | 陳明飛   | 1971年   | 彰化縣彰化市進德路1號         | 52.46         |
| 3 | 國立高雄師範大學 | 吳連賞   | 1954年   | 高雄市苓雅區和平一路116號     | 63.74         |
| 4 | 國立臺北教育大學 | 陳慶和   | 1920年   | 臺北市大安區和平東路二段134號 | 8.18          |
| 5 | 國立臺中教育大學 | 王如哲   | 1923年   | 臺中市西區民生路140號         | 12.10         |

### 日本
日本的師範大學又稱「教育大學」。
| #  | 學校名稱       | 現任校長 | 創校時間 | 學校地址                               | 佔地 （公頃） |
| -- | -------------- | -------- | -------- | -------------------------------------- | ------------- |
| 1  | 北海道教育大学 |          | 1943年   | 北海道札幌市北区あいの里5条3丁目1番3号 |               |
| 2  | 宮城教育大学   |          | 1873年   | 宮城県仙台市青葉区荒巻字青葉149        |               |
| 3  | 東京学藝大学   |          | 1873年   | 東京都小金井市貫井北町四丁目1番1号     |               |
| 4  | 上越教育大学   |          | 1978年   | 新潟県上越市山屋敷町1番地              |               |
| 5  | 愛知教育大学   |          | 1873年   | 愛知県刈谷市井ヶ谷町広沢1              |               |
| 6  | 京都教育大学   |          | 1876年   | 京都府京都市伏見区深草藤森町1          |               |
| 7  | 奈良教育大学   |          | 1888年   | 奈良県奈良市高畑町                     |               |
| 8  | 大阪教育大学   |          | 1874年   | 大阪府柏原市旭ヶ丘4-698-1              |               |
| 9  | 兵庫教育大学   |          | 1978年   | 兵庫県加東市下久米942-1                |               |
| 10 | 鳴門教育大学   |          | 1981年   | 徳島県鳴門市鳴門町高島字中島748番地    |               |
| 11 | 福岡教育大学   |          | 1949年   | 福岡県宗像市赤間文教町1-1              |               |

### 大韓民國
韓國的師範院校又稱「教育大學校」。另韓國教員大學為該國唯一的教員大學。
| #  | 學校名稱     | 現任校長 | 創校時間 | 學校地址                   | 佔地 （公頃） |
| -- | ------------ | -------- | -------- | -------------------------- | ------------- |
| 1  | 全州教育大学 |          | 1923年   | 全州市完山区東棲鶴洞128    |               |
| 2  | 清州教育大学 |          | 1941年   | 忠清北道清州市西原区秀谷洞 |               |
| 3  | 春川教育大学 |          | 1939年   | 江原道春川市碩士洞339      |               |
| 4  | 晋州教育大学 |          | 1940年   | 慶尚南道晋州市新安洞380    |               |
| 5  | 公州教育大学 |          | 1938年   | 忠清南道公州市鳳凰洞376    |               |
| 6  | 大邱教育大学 |          | 1950年   | 大邱市南区大明2洞1797-6    |               |
| 7  | 光州教育大学 |          | 1938年   | 光州市北區 필문대로 55     |               |
| 8  | 京仁教育大学 |          | 1946年   | 仁川市桂陽区桂山洞山59-12  |               |
| 9  | 釜山教育大学 |          | 1946年   | 釜山市蓮堤区教大路37       |               |
| 10 | 首爾教育大學 |          | 1946年   | 首爾市 瑞草區，瑞草96      |               |

### 朝鮮民主主義人民共和國
- 金哲柱師範大學
- 金亨稷師範大學
- 金正淑教員大學